# Hongreline
Une hongreline peut désigner : 
- Chez les femmes
  - un corsage ajusté, à longues basques flottantes, porté sur la jupe par les femmes du peuple ou de la campagne.

- Chez les hommes
  - un paletot boutonné sur le devant et fendu tout autour à partir des hanches.
  - un justaucorps fourré